# UFC 90
UFC 90: Silva vs. Côté è stato un evento di arti marziali miste tenuto dalla Ultimate Fighting Championship il 25 ottobre 2008 all'Allstate Arena di Rosemont, Stati Uniti.

## Retroscena
L'evento vide molti cambiamenti nelle sue card a causa di vari infortuni capitati agli atleti:
- Anderson Silva affrontò Patrick Côté al posto di Yushin Okami;
- Thiago Alves affrontò Josh Koscheck al posto di Diego Sanchez;
- Thales Leites affrontò Drew McFedries al posto di Goran Reljic;
- Spencer Fisher affrontò Shannon Gugerty al posto di Melvin Guillard;
- Matt Horwich affrontò Dan Miller al posto di Ricardo Almeida;
- Hermes Franca affrontò Marcus Aurélio al posto di Gleison Tibau.

L'evento vide l'esordio del futuro campione dei pesi massimi Junior dos Santos.

## Risultati

### Card preliminare
- Incontro categoria Pesi Welter:  Josh Burkman contro  Pete Sell

Sell sconfisse Burkman per decisione unanime (29–28, 29–28, 29–28).
- Incontro categoria Pesi Leggeri:  Hermes Franca contro  Marcus Aurélio

Franca sconfisse Aurélio per decisione unanime (30–27, 29–28, 29–28).
- Incontro categoria Pesi Medi:  Dan Miller contro  Matt Horwich

Miller sconfisse Horwich per decisione unanime (29–28, 29–28, 29–28).
- Incontro categoria Pesi Leggeri:  Spencer Fisher contro  Shannon Gugerty

Fisher sconfisse Gugerty per sottomissione (strangolamento triangolare) a 3:56 del terzo round.
- Incontro categoria Pesi Medi:  Thales Leites contro  Drew McFedries

Leites sconfisse McFedries per sottomissione (strangolamento da dietro) a 1:18 del primo round.

### Card principale
- Incontro categoria Pesi Leggeri:  Sean Sherk contro  Tyson Griffin

Sherk sconfisse Griffin per decisione unanime (30–27, 29–28, 29–28).
- Incontro categoria Pesi Massimi:  Fabrício Werdum contro  Junior dos Santos

dos Santos sconfisse Werdum per KO (pugni) a 1:20 del primo round.
- Incontro categoria Pesi Leggeri:  Rich Clementi contro  Gray Maynard

Maynard sconfisse Clementi per decisione unanime (30–27, 30–27, 30–27).
- Incontro categoria Pesi Welter:  Thiago Alves contro  Josh Koscheck

Alves sconfisse Koscheck per decisione unanime (30–27, 29–28, 30–27).
- Incontro per il titolo dei Pesi Medi:  Anderson Silva (c) contro  Patrick Côté

Silva sconfisse Côté per KO Tecnico (infortunio al ginocchio) a 0:39 del terzo round e mantenne il titolo dei pesi medi.

## Premi
Ai vincitori sono stati assegnati 65.000$ per i seguenti premi:
- Fight of the Night:  Sean Sherk contro  Tyson Griffin
- Knockout of the Night:  Junior dos Santos
- Submission of the Night:  Spencer Fisher